# Nina Jakobsson
Nina Jakobsson, född den 10 november 1994, är en svensk fotbollsspelare som spelar för Sunnanå SK.

## Karriär
Nina Jakobsson började spela fotboll i moderklubben Morön BK, där hon spelade fram till 15 års ålder. Därefter gick karriären gick vidare till Sunnanå SK där hon debuterade i A-laget samma år. Det blev flera framgångsrika år i Sunnanå innan flyttlasset gick vidare till nästa Norrlandsklubb, denna gång Piteå IF. Här blev det totalt 6 säsonger, 147 matcher och 43 mål. SM-guldet 2018 var höjdpunkten där Jakobsson var bidragande med sina 7 mål.
Inför säsongen 2021 meddelade Hammarby IF att man värvat Jakobsson. Hon blev dock bara kvar en säsong och lämnade redan inför 2022 för norska LSK Kvinner. Tiden i klubben blev dock väldigt skadedrabbad och Jakobsson spelade under sina två säsonger i klubben endast 12 matcher. Inför säsongen 2024 meddelade AIK att klubben och Jakobsson kommit överens om ett tvåårskontrakt inför AIK:s återkomst till Damallsvenskan.
I mars 2025 blev Jakobsson klar för en återkomst i Sunnanå SK.